# Євстафій Константинопольський
Євстафій (грец. Ευστάθιος; ? — грудень 1025) — Вселенський патріарх Константинополя з липня 1019 по грудень 1025.

## Життєпис
Євстафій був протоієреєм імператорського палацу, коли його поставив на патріарший престол імператор Василій II після смерті Сергія II. Євстафій брав участь у спробах візантійців у 1024 році прийти до згоди з латинським папством в питанні розширення розриву між Західною та Східною церквами, який завершився розколом 1054 року. За часів Євстафія папство претендувало на панування над християнським світом, а не лише на першість, позиція, яка ображала Константинополь, ефективних духовних провідників більшої частини Сходу, включаючи русинів, болгар та сербів. Євстафій запропонував Папі Івану XIX компроміс, припускаючи, що православний патріарх буде вселенським у своїй власній сфері (in suo orbe) на Сході, як папство було в світі (in universo). Передбачається, що це була спроба Євстафія зберегти контроль над південноіталійськими церквами. Хоча пропозицію було відхилено, Іван погодився на практику візантійського обряду на півдні Італії в обмін на заснування церков латинського обряду в Константинополі.
Його наступником став Алексій Константинопольський.